# Mandelbachtal
Mandelbachtal ist eine Gemeinde im Süden des Saarpfalz-Kreises im Saarland in Deutschland. Verwaltungssitz ist der Ortsteil Ormesheim.

## Geografie

### Geografische Lage
Mandelbachtal liegt im UNESCO-Biosphärenreservat Bliesgau, rund zehn Kilometer östlich von Saarbrücken und grenzt an die Städte St. Ingbert und Blieskastel, die Gemeinde Gersheim, den Regionalverband Saarbrücken und das französische Département Moselle. Der namensgebende Mandelbach durchfließt die Gemeinde von Nord nach Süd und mündet bei Habkirchen in die Blies.

### Gemeindegliederung
Mandelbachtal besteht aus den Ortsteilen Bebelsheim, Bliesmengen-Bolchen, Erfweiler-Ehlingen, Habkirchen, Heckendalheim, Ommersheim, Ormesheim und Wittersheim.

### Nachbargemeinden
|                             | St. Ingbert                                 | Kirkel      |
| Regionalverband Saarbrücken | Kompassrose, die auf Nachbargemeinden zeigt | Blieskastel |
|                             | Département Moselle                         | Gersheim    |

## Name
Bis 1974 gab es keine Gemeinde mit der Bezeichnung Mandelbachtal. Namensgebend ist das Tal des Mandelbachs, in dem vier der acht Gemeindebezirke, nämlich Erfweiler-Ehlingen, Wittersheim, Bebelsheim und Habkirchen liegen. Vom Oberlauf bis zur Mündung des Mandelbaches finden sich heute noch zahlreiche Kopfweiden, auch Korbweiden genannt. Aus den Ruten dieser Kopfweiden hat man in früheren Jahrhunderten die für die ländliche Landwirtschaft unentbehrlichen Körbe geflochten. Da ihre Blätter denen des Mandelbaumes ähnelten, wurde der Baum im Volksmund auch Mandelbaum genannt. So wurde der vorbeifließende Bach als Mandelbach bezeichnet. Kurz vor der Mündung in die Blies gab es einst auch einen Ort mit dem Namen Mandelbach (erstmals erwähnt 1239), der heute ein Teil des Dorfes Habkirchen ist. 1974 erhielt die im Rahmen der saarländischen Gebiets- und Verwaltungsreform aus acht ursprünglich selbstständigen Gemeinden neugeschaffene Gemeinde den Namen Mandelbachtal.

## Geschichte
Zahlreiche Funde aus keltischer Zeit, zum Beispiel die prachtvolle Schmuckfibel aus Wittersheim (heute im Museum für Vor- und Frühgeschichte, Saarbrücken), weisen auf eine Besiedlung in vorchristlicher Zeit hin. Es kamen die Römer und mit ihnen ein enormer kultureller und wirtschaftlicher Aufschwung. Bei Bauarbeiten kommen hin und wieder Mauerreste zum Vorschein, beispielsweise im Bereich der Kirche von Erfweiler-Ehlingen. Münzen und Scherben aus Terra Sigillata wurden gefunden.
Im 3. Jahrhundert nach Christus erlebte die gallorömische Bevölkerung schwere Zeiten. Germanische Volksstämme fielen ein, brannten alles nieder, und ergriffen im Laufe der folgenden drei Jahrhunderte endgültig Besitz vom Land. Neue Lebens- und Siedlungsformen breiteten sich aus. Die „-heim“- und „-ingen“-Orte (5. bis 8. Jahrhundert) entstanden. Das Christentum, das römische Siedler und Legionäre mitgebracht hatten, ging vorübergehend unter. Dann kam von der Insel Reichenau über das Elsass der Klostergründer Pirminius nach Hornbach und gründete dort sein letztes Kloster, in dem er auch begraben wurde.
Das Gebiet der heutigen Gemeinde Mandelbachtal fiel 1816 an das Königreich Bayern und gehörte zum Landkommissariat Zweibrücken, das 1862 in Bezirksamt Zweibrücken umbenannt wurde. 1902 wurden die Distrikte St. Ingbert und Blieskastel abgetrennt und daraus das Bezirksamt Sankt Ingbert gebildet. Nach dem Ersten Weltkrieg kam das Bezirksamt 1920 zum Saargebiet und 1935 zum Saarland im Deutschen Reich. 1939 wurde das Bezirksamt Sankt Ingbert umbenannt in Landkreis Sankt Ingbert und kam mit dem Saarland 1957 zur Bundesrepublik Deutschland.
Im Rahmen der Gebiets- und Kreisreform des Saarlandes entstand am 1. Januar 1974 aus den acht ehemals selbständigen Gemeinden Bebelsheim, Bliesmengen-Bolchen, Erfweiler-Ehlingen, Habkirchen, Heckendalheim, Ommersheim, Ormesheim und Wittersheim die neue Gemeinde Mandelbachtal.

## Religion
Mandelbachtal ist größtenteils römisch-katholisch. Die katholischen Christen gehören den im Jahr 2015 neu gebildeten zwei Pfarreiengemeinschaften St. Jakobus Mandelbachtal (mit den vormals eigenständigen Katholischen Kirchen Bebelsheim (St. Margaretha), Bliesmengen-Bolchen (St. Paulus), Erfweiler-Ehlingen (St. Mauritius), Habkirchen (St. Martin), Ormesheim (St. Mauritius) und Wittersheim (St. Remigius)) und Pfarreiengemeinschaft Veronika Ensheim (mit Heckendalheim (St. Josef), Ommersheim (Mariä Heimsuchung) sowie den kath. Kirchen in Ensheim (St. Peter) und Eschringen (St. Laurentius)) an.
Die evangelischen Christen im Mandelbachtal gehören zur protestantischen Kirchengemeinde Ensheim-Eschringen-Mandelbachtal, die auch über eine Kirche (Kreuzkirche) in Ormesheim verfügt.

## Politik

### Gemeinderat
Von 33 Sitzen im Gemeinderat entfielen auf:
- 1974–1979: 19 CDU, 10 SPD, 2 FDP, 2 FWG
- 1979–1984: 17 CDU, 11 SPD, 2 FDP, 3 FWG
- 1984–1989: 17 CDU, 12 SPD, 2 FWG, 2 Grüne
- 1989–1994: 15 CDU, 12 SPD, 3 FWG, 2 Grüne
- 1994–1999: 16 CDU, 11 SPD, 3 FWG, 2 Grüne
- 1999–2004: 19 CDU, 11 SPD, 2 FWG, 1 Grüne
- 2004–2009: 19 CDU, 10 SPD, 2 FWG, 2 Grüne
- 2009–2014: 15 CDU, 8 SPD, 2 FDP, 3 FWG, 2 Grüne, 3 Linke
- 2014–2019: 16 CDU, 11 SPD, 3 FWG, 2 Grüne, 1 Linke
- 2019–2024: 13 CDU, 12 SPD, 4 FWG, 3 Grüne, 1 Linke[4]
- 2024–2029: 15 CDU, 9 SPD, 3 FWG, 2 Grüne, 4 AfD[5]

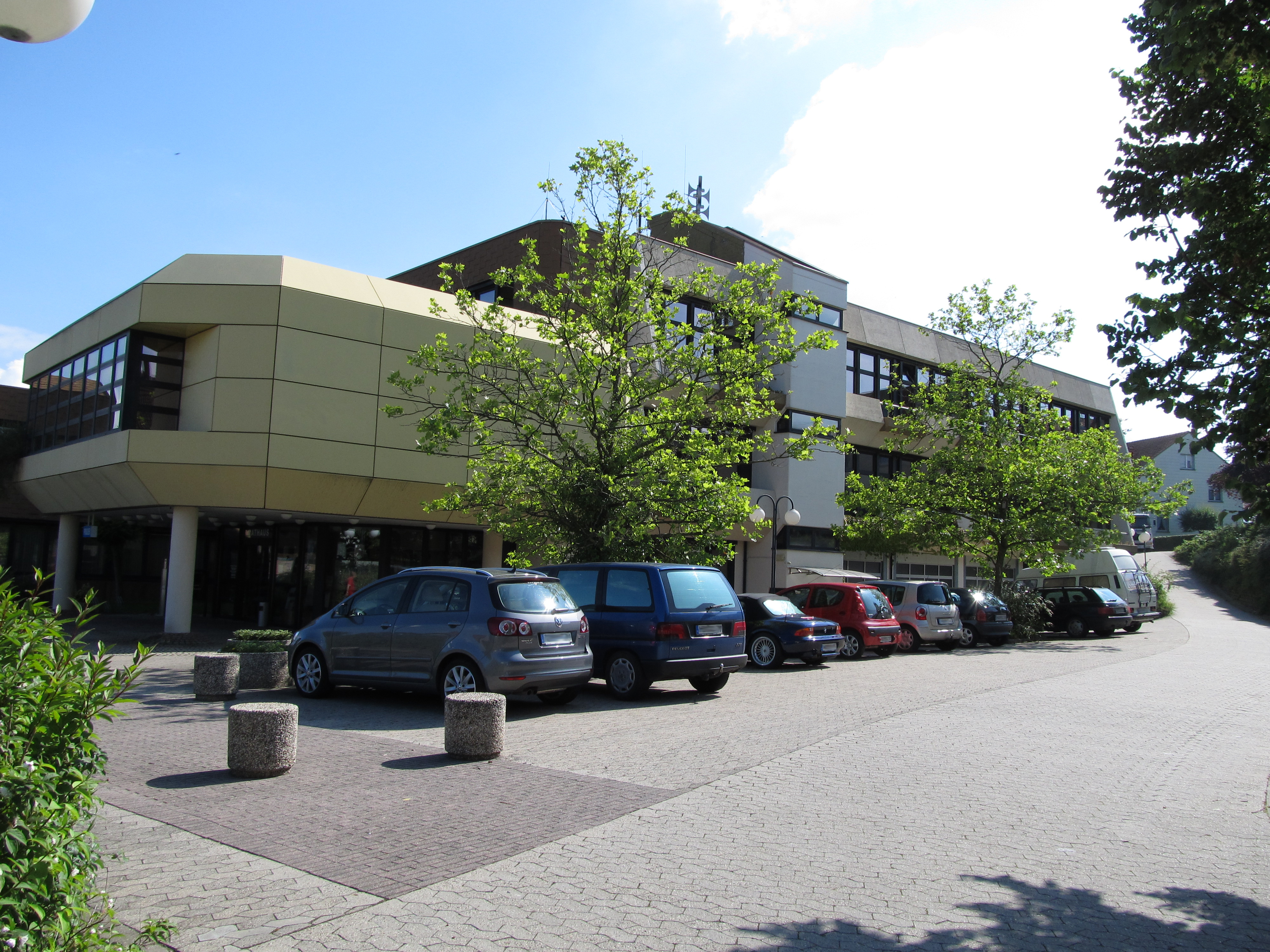
Das Rathaus der Gemeinde Mandelbachtal in Ormesheim

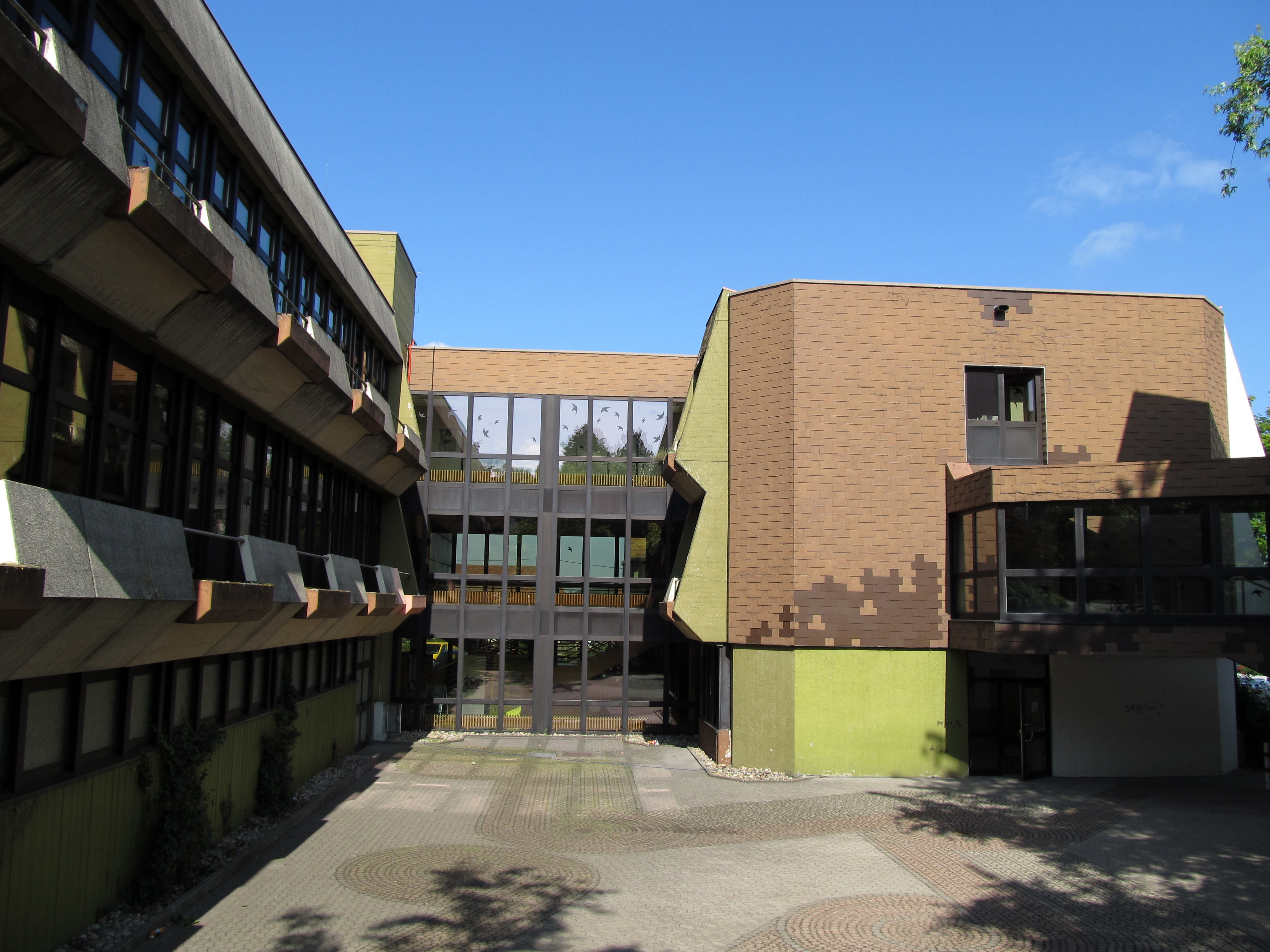
Rückseite des Rathauses

### Parteien
- CDU-Gemeindeverband Mandelbachtal mit acht Ortsverbänden
- SPD Gemeindeverband Mandelbachtal mit sieben Ortsvereinen
- FDP Ortsverband Mandelbachtal
- FWG Gemeindeverband
- Bündnis 90/Die Grünen Ortsverband Mandelbachtal
- DIE LINKE Ortsverband Mandelbachtal

### Bürgermeister
- 1974–1984: Theo Carlen (CDU), Ormesheim, (verstarb kurz nach seiner Wiederwahl 1984)
- 1984–1994: Karlhans Rimlinger (Parteilos), Ormesheim
- 1994–2004: Günter Walle (SPD), Ommersheim
- 2004–2012: Herbert Keßler (CDU), Ommersheim
- 2012–2019: Gerd Tussing (CDU), Erfweiler-Ehlingen
- Seit 1. Okt. 2019: Maria Vermeulen (SPD), Ormesheim

### Beigeordnete
1974–1979
- Erster Beigeordneter: Lothar Hermann (CDU)

1979–1984
- Erster Beigeordneter: Albert Uth (* 29. Juni 1932; † 3. Februar 2016) (CDU)
- Beigeordneter: Leo Wahrheit (CDU) (†)

1984–1994
- Erster Beigeordneter: Leo Wahrheit (CDU) (†)

1989–1994
- Erster Beigeordneter: Günter Walle (SPD) (†)
- Beigeordneter: Franz Schnabel (Bündnis 90/Die Grünen)
- Beigeordneter: Manfred Nagel (FWG)

1994–1999
- Erster Beigeordneter: Josef Rohe (FWG), übertragene Aufgabe: Freiwillige Feuerwehr
- Beigeordneter: Josef Rebmann (SPD), übertragene Aufgabe: Bauhof
- Beigeordneter: Christoph Braunberger (Bündnis 90/Die Grünen), übertragene Aufgaben: Naturschutz

1999–2004
- Erster Beigeordneter: Werner Untersteller (CDU)
- Beigeordneter: Otto Kempf (CDU)

2004–2009
- Erster Beigeordneter: bis 2007: Werner Untersteller (CDU), übertragener Aufgabenbereich: Freiwillige Feuerwehr; ab 2007: Eberhard Keipert (CDU): übertragener Aufgabenbereich: Friedhof und Bauhof
- Beigeordneter: Manfred Pfeiffer (CDU), Übertragene Aufgabenbereiche: Jugend, Bildung, Kultur, Fremdenverkehr und Sport

2009–2014
- Erster Beigeordneter: Manfred Pfeiffer (CDU), Übertragene Aufgabenbereiche: Kultur, Fremdenverkehr und Sport
- Beigeordneter: Eberhard Keipert (CDU), Übertragene Aufgabenbereiche: Friedhof und Bauhof
- Beigeordneter: Martin Müller (FDP), Übertragene Aufgabenbereiche: Jugend und Bildung

2014–2019
- Erster Beigeordneter: Eberhard Keipert (CDU)
- bis 2015: Beigeordneter: Kai Hartz (SPD)

2019–2024
- Erste Beigeordnete: Maria Vermeulen (SPD) (4. Juli 2019 bis 30. September 2019), Silvia Becker (SPD) 1. Oktober 2019 bis August 2022; Alois Geller (SPD) Oktober 2022 bis Juli 2024.

2024–2029
- Erste Beigeordnete: Carolin Usner-Reinhard (CDU)
- Beigeordneter: Manfred Dier (FWG)

### Minister
Der Landesvorsitzende der CDU Saar (seit 2022) und ehemalige saarländische Minister für Finanzen und Europa (2012–2018) und frühere Landtagspräsident (2018–2022) Stephan Toscani wohnte in Mandelbachtal-Ormesheim. Er gehört der CDU an.

### Staatssekretäre
Peter Hauptmann war zur Zeit der sogenannten Jamaika-Koalition (CDU, FDP, Die Grünen) im Saarland von 2009 bis 18. Januar 2012 Staatssekretär im Ministerium für Wirtschaft und Wissenschaft. Er wohnte in Mandelbachtal-Ormesheim und gehört der FDP an.

### Landtagsabgeordnete
Die Gemeinde Mandelbachtal hatte einen Vertreter im Landtag des Saarlandes:
- Stephan Toscani (* 1967) wohnte in Ormesheim. Er ist seit 2004 Mitglied des saarländischen Landtages, von 2018 bis 2022 Landtagspräsident und seit 2022 Fraktionsvorsitzender der CDU-Landtagsfraktion. Von 2009 bis zur vorgezogenen Neuwahl des Landtages 2012 war Christian Schmitt (* 1981), zunächst FDP, seit 2011 parteilos, aus Ommersheim, Mitglied im Landtag des Saarlandes.
- Von 1990 bis 1999 war Albrecht Feibel (1940–2011), CDU, aus Mandelbachtal-Ormesheim Mitglied im Landtag des Saarlandes und dort für die Themen Wirtschafts- und Verkehrspolitik tätig, bevor er von 1999 bis 2005 Mitglied im Deutschen Bundestag wurde.
- Von 1970 bis zu seiner Wahl zum Intendanten des Saarländischen Rundfunks im Jahr 1977 gehörte Professor Hubert Rohde aus Heckendalheim (1929–2019), CDU, zuletzt als dessen Vizepräsident, dem Saarländischen Landtag an.
- Von 1947 bis 1955 und von 1960 bis 1965 gehörte Erwin Müller (1906–1968), zuletzt CDU, aus Habkirchen dem Landtag des Saarlandes an.
- Von 1947 bis 1955 gehörte Bürgermeister Hermann Wahrheit (1900–1981), zuletzt CDU, aus Ormesheim dem Landtag des Saarlandes an.

### Wappen
Blasonierung: „In Silber ein durchgehendes grünes Tatzenkreuz, bewinkelt mit je zwei roten heraldischen Rosen mit goldenen Kelchblättern und goldenem Butzen.“

## Wirtschaft und Infrastruktur
Die Wirtschaft in Mandelbachtal steht für Branchenvielfalt, ist aber überwiegend ländlich geprägt. Neben Fremdenverkehr- und Gastronomiebetrieben haben sich auch viele Handwerker und Dienstleister etabliert. Gerade der Dienstleistungssektor ist in Mandelbachtal sowohl im Hinblick auf die Beschäftigtenzahl als auch der Wertschöpfung stark vertreten. Mandelbachtal ist auch ein Tagungsort. Es gibt drei Gewerbegebiete in Erfweiler-Ehlingen (Große Heide), Ommersheim (Obere Oberwürzbacher Straße) und in Bliesmengen-Bolchen (im oberen Mengen).

### Verkehr

#### Autobahnen und Bundesstraßen
Mandelbachtal liegt an der Bundesstraße 423 Homburg–Saargemünd und ist an die Bundesautobahnen 8 Luxemburg–Karlsruhe (Abfahrt Homburg-Einöd), 6 Paris–Mannheim (Abfahrten St. Ingbert und Brebach-Fechingen), 620 Saarbrücken–Saarlouis (Abfahrt Güdingen) und die französische A 4 Paris–Straßburg (Abfahrt Saargemünd, F) angebunden.

#### Busverkehr
Das Gemeindegebiet wird von den drei Waben 561 (Ormesheim (umfasst auch Heckendalheim, Ommersheim)), 562 (Erfweiler-Ehlingen (umfasst auch Wittersheim, Bebelsheim)) und 563 (Bliesmengen-Bolchen (umfasst auch Habkirchen)) des saarländischen Verkehrsverbunds abgedeckt. Es findet ausschließlich ÖPNV mit Bussen statt; der schienengebundene Verkehr wird über Zubringer in den Nachbargemeinden erreicht. Der Ortsteil Ormesheim ist in das Saarbrücker Stadtbusnetz eingebunden; die Ortsteile Heckendalheim und Ommersheim verfügen mit der Linie R10 über eine Schnellverkehrsanbindung zum Flughafen Saarbrücken sowie zum Saarbrücker Hauptbahnhof. Außerdem durchquert das Angebot Biosphärenbus (Linie 501 der Saar-Pfalz-Bus) auf seiner Fahrt von Kleinblittersdorf nach Homburg durch das UNESCO-Biosphärenreservat Bliesgau die Ortsteile Bliesmengen-Bolchen und Habkirchen. Die übrigen Ortsteile verfügen über lokal übliche Regionalbusse.

#### Schienenverkehr
Fernbahnhöfe befinden sich in den benachbarten Städten Saarbrücken mit ICE- und TGV-Anschluss (16 km) und Homburg (IC/ICE) (25 km) sowie im französischen Sarreguemines (10 km). Regionalbahnhöfe (RB/RE) sind in St. Ingbert (10 km) und Blieskastel-Lautzkirchen.

#### Flugverbindungen
In unmittelbarer Nachbarschaft zum Flughafen Saarbrücken ist Mandelbachtal in wenigen Anfahrtsminuten an den Luftverkehr angebunden. Weitere Flughäfen im Umkreis von 200 km liegen in Frankfurt am Main, Hahn, Luxemburg (L), Straßburg (F), Baden-Baden und Metz (F).

## Kultur und Sehenswürdigkeiten
Zu den wichtigsten Sehenswürdigkeiten der Gemeinde Mandelbachtal gehört der Weiler Gräfinthal mit einer Klosterkapelle, drei Ausflugslokalen und einer Freilichtbühne. Auch der Ommersheimer Weiher in Ommersheim ist ein beliebtes Ausflugsziel.

### Verkehrsverein Mandelbachtal
Zur Förderung und Weiterentwicklung der Kultur und des Tourismus in der Gemeinde Mandelbachtal wurde 1975 von der Gemeinde Mandelbachtal der Verkehrsverein Mandelbachtal e. V. gegründet. Er hat seine Geschäftsstelle im Rathaus der Gemeinde Mandelbachtal. An über 100 Stellen werden Informationstafeln aufgestellt, so zum Beispiel zwei über die Auenlandschaft der Blies. Der Verkehrsverein Mandelbachtal ist heute eine Art Dachverband aller in Mandelbachtal tätigen Vereine und organisiert für die Gemeinde kulturelle Veranstaltungen und Konzerte. Der Verein ist auch Herausgeber zahlreicher Veröffentlichungen und Faltblätter.

### Pferde
Die Gemeinde Mandelbachtal wurde 1994 auf Bundesebene zur „Pferdefreundlichsten Gemeinde“ ausgezeichnet. Insbesondere Islandpferde werden hier gehalten. Zu den bekannten Höfen gehören der Grenzlandhof in Bebelsheim, der Ponsheimer Hof zwischen Ormesheim und Eschringen, der Reiterhof Niederländer und der Hunackerhof in Ormesheim. Ein Netz von Reitwegen durchzieht die Gemeinde.

### Museen und Ateliers
- Haus der Dorfgeschichte Bliesmengen-Bolchen
- Zollmuseum Habkirchen
- Kulturlandschaftszentrum „Haus Lochfeld“ Wittersheim
- Optische Telegrafen bei Bebelsheim und Biesingen
- Ausstellungsraum „Kunstraum LandArt“ Ormesheim
- Foyer im Rathaus Mandelbachtal in Ormesheim

### Regelmäßige Veranstaltungen
Dorffeste in Erfweiler-Ehlingen und Ommersheim (am ersten Wochenende im Juli) sind feste Bestandteile des kulturellen Lebens. Außerdem wird das Brückenfest in Habkirchen und das Sommergartenfest in Ormesheim gefeiert.
Die Naturbühne Gräfinthal spielt während der Sommermonate Schwänke und Kinderstücke (15.000 Besucher im Jahr).
Die Saarland Trofeo, ein jährlich stattfindendes internationales Radrennen der Junioren, verläuft oftmals auch durch die Gemeinde Mandelbachtal.

## Persönlichkeiten
- Hubert Niederländer (* 1921 in Ormesheim; † 1991), Jurist, Hochschullehrer, Rektor der Ruprecht-Karls-Universität Heidelberg
- Eberhard Sandschneider (* 1955), Politikwissenschaftler, ist im Mandelbachtaler Ortsteil Bebelsheim aufgewachsen.